# Team building

Le team building, en français renforcement d'équipe ou consolidation d’équipe, est une méthode qui est apparue aux États-Unis au début des années 1980 et dont l'objectif est le resserrement des liens sociaux au sein d’un groupe de personnes appartenant à une entreprise ou à une institution.
Le concept a connu un réel essor à partir des années 1990, dans un contexte socioculturel où le travail d’équipe est valorisé par la culture d’entreprise. Au fil du temps, de nombreuses structures ont pu développer leurs affaires autour de ce concept, créant ainsi un véritable métier avec ses spécialistes.
Les premières méthodes de renforcement d'équipe avaient comme concept des stages commando. Avec le temps, les activités se sont orientées vers le divertissement (escape game, murder party), avec l’ère de l’industrie 4.0. Il est même possible aujourd’hui d’avoir un team building basé sur le virtuel (contenus interactifs, visioconférence).

## Origines
Le concept du regroupement des employés en équipe existait déjà bien avant que l'expression team building apparaisse. C’est aux États-Unis, à la fin des années 1920 et au début des années 1930, que l’idée d’équipe se fait jour grâce aux études Hawthorne  sur le comportement des salariés, démontrant l’efficacité des salariés en groupe dans de bonnes conditions. Les entreprises comprennent que les relations avec les employés ainsi qu’une culture de travail positive sont nécessaires pour obtenir un bon rendement.
Dans les années 1970, les théories et méthodologies pour la constitution d’équipe sont nombreuses. Cependant, la logique des comportements individuels reste dominante dans la culture du travail.
Il faut attendre le début des années 1980 pour que le team building entre en scène aux États-Unis. Compte tenu de la conjoncture économique, la manière de voir l'équipe a été repensée, menant à la création de systèmes récompensant les équipes.
Le monde sportif est un précurseur de ces concepts de cohésion, de soutien, de collaboration et d’objectif commun. C’est d’ailleurs de cet environnement que le mot « team » provient. Les équipes sportives ont une très grande influence dans la manière dont les employeurs gèrent leurs équipes de travail, puisqu’elles disposent des valeurs souhaitées dans le monde de l’entreprise.

## Objectifs
Le team building est non seulement un outil au service de l’amélioration du climat social de l’entreprise (lutte contre l’absentéisme, réduction de la rotation de l'emploi) mais aussi un moyen de résoudre les conflits sociaux. Ces activités peuvent aussi avoir des effets anticipatoires. En créant un climat social sain entre les salariés, l’entreprise anticipe les problèmes que l’équipe de travail peut rencontrer en cas de mésentente entre coéquipiers. La consolidation d'équipe permet aussi de faciliter l'insertion de nouveaux collaborateurs et à ces derniers de se sentir bien accueillis au sein d’une nouvelle structure.

## Mise en place
Les situations pouvant justifier la mise en place d’un séminaire de renforcement d'équipe sont les problèmes d’équipe, la gestion de crise, le besoin de communication interpersonnelle, l'intégration de nouveaux collaborateurs, l’amélioration de la décision collective, l’adhésion à la culture d’entreprise.
À la fin d'une séance de team building, l’organisateur recueille les sentiments des participants afin d’évaluer l’utilité de ces animations. Il leur pose des questions sur leur apprentissage, leur cohésion de groupe, l’évolution de leurs relations après l’activité.

## Formes virtuelles
Des formes virtuelles de renforcement d'équipe sont apparues avec les réunions à distance sur des plateformes de communication dont la finalité est de garder un lien entre les équipiers tout en restant chez soi. Plusieurs activités se sont développées sur ce modèle virtuel telles que des murder party ou des jeux vidéos en visioconférence. À la suite de la crise sanitaire de la COVID-19, le phénomène des activités à distance s’est amplifié.

## Activités
En fonction des objectifs recherchés par l’entreprise, les choix d'activité sont multiples. Il en existe sous de nombreuses formes, qu’elles impliquent un investissement physique (sports collectifs, chasses au trésor), encouragent la maîtrise de nouvelles compétences (ateliers culinaires, cours de musique) ou permettent une réflexion de groupe (création d’un message publicitaire, atelier artistique). Les entreprises peuvent aussi opter pour un format dématérialisé (jeu d’évasion numérique, quiz digital), nécessitant moins d’organisation en entraînant des coûts moins importants que celles requérant la présence de l'ensemble des collaborateurs.

## Animateurs
Les activités mises en place pour conforter l'esprit d'équipe sont dirigées par un animateur spécialisé capable d'être aussi arbitre, médiateur, formateur, réalisateur et improvisateur. Les acteurs présents sur le marché du renforcement d'équipe sont principalement les personnes formées au coaching professionnel en organisation ou d'entreprise, ou encore des agences spécialisées en communication événementielle.
Ces animateurs rencontrent au préalable le dirigeant de l’entreprise afin de définir les objectifs recherchés, ainsi que les futurs participants dans le but de proposer des animations qui leur sont parfaitement adaptées. Mais faire appel à ces services représente un coût important pour l’entreprise qui peut parfois préférer organiser seule son évènement. Le manager est capable d’organiser le team building sans aide particulière mais cela prend du temps et nécessite une très bonne organisation de sa part.

## Cadre juridique
Le team building, comme toutes les activités professionnelles, est soumis aux règles du Code du travail, bien qu’aucun article spécifique n’y soit consacré. Les organisateurs de team building doivent garantir le respect de la santé et de la sécurité des participants, que ce soit sur le plan physique ou moral. Un animateur n’interrompant pas une épreuve ou activité proposée dans le cadre d’un team building, alors que l’intégrité physique et/ou morale de l’un des participants est menacée, encourt un licenciement pour faute grave.
En dehors des heures de travail, le salarié peut refuser de participer à une activité, à condition qu’elle soit dépourvue de but professionnel, dans le cadre d’activités de loisir (randonnée, tennis, soirée festive) notamment. Dans le cas où il existe une dimension professionnelle (renforcement des liens de l’équipe) la participation est obligatoire. En cas de refus du salarié d’y participer, cela peut être caractérisé comme un acte d’insubordination. La seule règle intangible est qu’aucun salarié n’est tenu de participer à une activité qui le met en danger (droit de retrait).
Dans le cadre d’activités en dehors des horaires traditionnels de travail, l’employeur doit se conformer aux obligations légales (nombre d'heures maximum par jour, par semaine, temps de repos consécutif).

## Marché
Des centres de formation proposent aujourd’hui des formations diverses, variables dans leur forme, leur durée ou leur contenu. Des places de marché mettant en vitrine pléthore d’offres de formations sont aussi apparues.
Depuis le début de la pandémie Covid-19, le marché du team building a évolué en créant des évènements en ligne permettant, malgré les restrictions, de prévenir une fracture dans les relations socio-professionnelles.